# Herespecifikus erősítőmag
A herespecifikus Sox9-erősítőmag (TESCO) a TESCO gén által kifejezett fehérje. Az SRY indítja el transzkripcióját, amit Zhao et al. 2014-ben TESCO–luciferáz assay-vel kimutattak. Ehhez annak poliQ-szakasza szükséges, ennek eltávolításakor (például gSryΔQ, gSRYΔBQ stb.) esetén nem történik TESCO-jelző-indukálás. Ezt ektópiás VP16 TAD helyre tudja állítani – a gSryΔQ+VP és +ChVP is képesek a TESCO-jelző indukálására. A gSryΔQ+PVP jobban képes ezenkívül transzaktivációra, mint a gSry, a gSryΔQ+VP vagy ΔChVP. A rövidített poliQ-domén az SRY-t stabilizálja, és transzaktiválja a TESCO-jelzőt. Feltehetően a humán és a kecske-TAD képesek kötni az egér-TESCO-hoz az állandósult HMG boxon keresztül, és Zhao et al. szerint ennek oka az, hogy egy rágcsálóban a poliQ-domén megszerzése a TAD-adó partnert redundánssá, fölössé tette, így az SRY képessége ilyen partner aktiválására megszűnt. Ezt támasztja alá az is, hogy a poliQ-szakasz lehetővé teszi a változások számának máshol történő növekedését.
Sejtrendezéskor a magzati ATAC-szakasz-jelt a TESCO körül feltehetően jelző transzgén okozhatja.

## Elnevezés
A TESCO rövidítés a TES Core rövidítése, ahol a TES a Testis-specific Enhancer of Sox9 rövidítése.

## Funkció
A TESCO a SOX9 herespecifikus erősítőjének magja. A SOX9 által kódolt fehérje expresszióját növeli. XX kromoszómájú emlősökben hereképződést okoz a Wilms-tumor 1 (WT1) gén ZF4 cinkujjat érintő, 2020-ban felfedezett funkcióvesztéses változatai esetén. Ennek oka Eozenou et al. szerint a mutáns WT1 és a β-katenin nem megfelelő kölcsönhatása. A WT1p.Arg495Gly mutáns WT1 fehérje jelentősen nagyobb mértékben kifejeződik a TESCO GATA4/FOG2-vel és NR5A1-gyel együtt történő aktivációja esetén.
A TESCO–SRY-kötés Sertoli-sejt-specifikus a magzati heréket létrehozó, a sejtkommunikációt, -vándorlást és -differenciációt mediáló génszabályzó hálózatot aktivál.
A TESCO deléciója egerekben mintegy 50%-kal csökkenti a Sox9 expresszióját, de ivarfordulást nem okoz, így hatása nem kizárólagos: Gonen et al. gonádhisztológiai és markerexpressziós vizsgálatokat végeztek 12,5 napos egérembrióban, az ivari vezetékek kialakulásakor és a Sox9-expresszió maximumán. A TESCO-/- XY és XX embriók nem mutatnak diszmorfológiára, ivarfordulásra vagy hibás gametogenezisre utaló hisztológiai jeleket.
A Sox9-TESCO és az SRY aktivitásának csökkenése együtt ivarfordulást okoz egérben.

## Inhibitorai
Az érett petefészekben a TESCO-t a FOXL2 és az ESR1 inhibeálják. A FOXL2 gátolja a TESCO-szabályzóelem SF1, SOX9/SF1 vagy SRY/SF1 általi aktivációját in vitro. Az ESR1 nem képes önmagában represszálni a TESCO-szabályzóelemet, de a FOXL2-vel együtt szinergista repressziót okoz, amit Uhlenhaut et al. kimutattak. Ezt feltételezett villa- és ösztrogénreceptor- (ERE-) kötőhelyeknek tulajdonították, ezek mutációi nem csökkentették a repressziót átmeneti transzfekciós assay-kben. Ezenkívül feltételezték mutáns TESCO-elemek expresszióját a represszió csökkenése esetén, amely azonban szintén aktiváló faktorok, például SF1 és SOX8 jelenlétét igényelte, melyek kis mennyiségben megtalálhatók érett petefészekben.

## Kölcsönhatások
A TESCO az alábbi fehérjékkel kölcsönhat:
- SOX8[9]
- SOX9[3]
- DMRT1[3]
- SF-1[10]
- SRY[4]
- FGF9[9]
- PGD2[9]
- GATA4[5]
- FOG2[5]